# Homilia brunnea
Homilia brunnea är en nattsländeart som beskrevs av Jacquemart 1960.
Homilia brunnea ingår i släktet Homilia och familjen långhornssländor. Inga underarter finns listade i Catalogue of Life.